# Alzira Alves de Abreu
Alzira Alves de Abreu (Rio de Janeiro, 4 de julho de 1936 - Paris, 5 de março de 2023) foi uma historiadora, cientista social e pesquisadora brasileira.

## Biografia
Alzira Abreu nasceu na Penha, Rio de Janeiro, em 4 de julho de 1936. Era filha de portugueses que emigraram para o Brasil. Seu pai emigrou primeiro, fundando uma empresa alimentícia, depois, em uma viagem a Portugal conheceu a mãe de Alzira, casando com ela e trazendo-a ao Brasil. Juntos tiveram quatro filhos. Alzira realizou seus estudos iniciais no Colégio Santa Tereza, conta que se interessou em cursar História por conta do professor que ministrava a disciplina nesse colégio.
Graduou-se em História e Geografia pela Faculdade Nacional de Filosofia, em 1958. Durante sua formação inicial interessou-se pelas disciplinas de Ciências Sociais, especialmente antropologia, tendo estagiado com Darcy Ribeiro. Estando formada foi auxiliar de pesquisa de Ribeiro no Centro Brasileiro de Pesquisas Educacionais. Essa experiência rendeu-lhe um aprofundamento nas ciências sociais, e permitiu-a que comungasse com importantes intelectuais brasileiros, como Luiz de Aguiar Costa Pinto, Oracy Nogueira, Roberto Cardoso de Oliveira, Josildeth Gomes Consorte, entre outros.
Com o golpe militar de 1964 foi obrigada a desvincular-se do CBPE, que sofria perserguições políticas. Passou a atuar no Instituto de Ciências Sociais, centro de pesquisa da Universidade do Brasil, atual Universidade Federal do Rio de Janeiro. O ICS rendeu-lhe participação em importantes pesquisas. Juntamente a Luciano Martins produziu uma radiografia do empresariado brasileiro, buscando compreender a atuação destes no desenvolvimento industrial de 1930 - 1940. Tendo também pesquisado em diversos arquivos, especialmente do ex-presidente Getúlio Vargas.
Com a incorporação do ICS ao Instituto de Filosofia e Ciências Sociais, em função da Reforma Universitária de 1967, passa a integrar o quadro da instituição. Nessa instituição conviveu e trocou debates com diversos intelectuais como Florestan Fernandes, Fernando Henrique Cardoso, Francisco Weffort, José de Souza Martins, Alba Zaluar, Gilberto Velho, etc. Todavia, com a aprovação do Ato Institucional nº 5, em 1968, Alzira foi obrigada a deixar o Brasil, exilando-se na França.
Em 1969 iniciou seu doutorado na Universidade Paris-Descartes (Sorbonne V) e aprofundou seus conhecimentos em Sociologia, cursando disciplinas com Raymond Aron e Pierre Bourdieu. Sua tese Nationalisme et action politique au Brésil: une étude sur l’Iseb foi defendida em 1975, sob orientação de François Bourricaud.
Quando retornou ao Brasil, as atividades de pesquisa do IFCS haviam sido descontinuadas, tendo ela que assumir o cargo de docente de Sociologia no Departamento de Ciências Sociais. Posteriormente ela passou a integrar o quadro de pesquisadores do Centro de Pesquisa e Documentação de História Contemporânea do Brasil, da Fundação Getúlio Vargas. Nessa instituição foi coordenadora geral, entre 1985 e 1986, e diretora, entre 1990 e 1994. Ali desenvolveu, entre outros, o projeto Brasil em Transição, um balanço economico e social sobre o final do século XX. Em 1984 coordenou a segunda edição do Dicionário Histórico-Biográfico Brasileiro, conjuntamente a Israel Beloch.
Em 1983 começa a participar Institut d’Histoire du Temps Présent, na França, aproximando-se de Michael Pollack e seus trabalhos com a memória. Essa discussão rendeu-lhe o livro Intelectuais e guerreiros: o Colégio de Aplicação da UFRJ de 1948 a 1968, publicado em 1985.

### Falecimento
Faleceu em Paris em 05 de março de 2023.

## Contribuições

### Obras
- Intelectuais e Guerreiros: o Colégio de Aplicação da UFRJ de 1948 a 1968. Rio de Janeiro: UFRJ, 1992.
- A imprensa em transição: o jornalismo nos anos 50. Rio de Janeiro: Fundação Getúlio Vargas, 1996.
- Eles mudaram a imprensa – depoimentos ao CPDOC. Rio de Janeiro: Editora FGV, 2003.
- Elas ocuparam as redações – depoimentos ao CPDOC. Rio de Janeiro: Editora FGV, 2006.

### Associações
Foi membro das seguintes instituições:
- Associação Nacional de Pós-Graduação e Pesquisa em Ciências Sociais (ANPOCS),
- Fundação Carlos Chagas Filho de Amparo à Pesquisa do Estado do Rio de Janeiro (FAPERJ),
- Financiadora de Estudos e Projetos (FINEP),
- Sociedade Brasileira para o Progresso da Ciência (SBPC).

### Homenagens
Em 2002, recebeu a Ordem Nacional do Mérito Científico em Ciências Sociais, do Ministério da Ciência e Tecnologia. Em 2023, após seu falecimento, o CPDOC-FGV passou a levar seu nome, como forma de homenagem.